# 18 Delphini
Désignations
18 Delphini (18 Del), aussi nommée Musica, est une étoile géante jaune de la constellation du Dauphin située à environ ∼ 249 a.l. (∼ 76,3 pc) de la Terre.

## Système planétaire
La découverte d'une exoplanète de 10,3 masses joviennes (MJ), nommée 18 Delphini b, en orbite autour de l'étoile a été annoncée le 19 février 2008.